# Аналогия Рейнольдса
Аналогия Рейнольдса — аналогия между переносом тепла и трением.

## Математическое описание
Рассмотрим уравнения движения и теплопереноса (при условии, что пользуемся приближением пограничного слоя и отсутствует градиент давления):
{\displaystyle \rho \left(u{\frac {\partial u}{\partial x}}+v{\frac {\partial u}{\partial y}}\right)=\mu {\frac {\partial ^{2}u}{\partial y^{2}}},}
{\displaystyle \rho C_{p}\left(u{\frac {\partial T}{\partial x}}+v{\frac {\partial T}{\partial y}}\right)=k{\frac {\partial ^{2}T}{\partial y^{2}}}.}
Обезразмерим их соответственно множителями {\displaystyle 1/{\rho _{\infty }U_{\infty }l}} и {\displaystyle 1/{\rho _{\infty }C_{p}U_{\infty }l}}, где l — характерный размер задачи:
{\displaystyle u{\frac {\partial u}{\partial x}}+v{\frac {\partial u}{\partial y}}={\frac {1}{\mathrm {Re} }}{\frac {\partial ^{2}u}{\partial y^{2}}},}
{\displaystyle u{\frac {\partial T}{\partial x}}+v{\frac {\partial T}{\partial y}}={\frac {1}{\mathrm {Re} \mathrm {Pr} }}{\frac {\partial ^{2}T}{\partial y^{2}}}.}
Решив эти уравнения, получим выражения для нарастания динамического и теплового пограничных слоёв:
{\displaystyle {\frac {\delta }{l}}\sim {\frac {1}{\sqrt {\mathrm {Re} }}},}
{\displaystyle {\frac {\delta _{T}}{l}}\sim {\frac {1}{{\sqrt {\mathrm {Re} }}{\sqrt[{3}]{\mathrm {Pr} }}}}.}
Отсюда следует, что
{\displaystyle {\frac {\delta _{T}}{\delta }}={\frac {1}{\sqrt[{3}]{\mathrm {Pr} }}}.}
Применительно к газам это соотношение указывает на отсутствие большой разницы между толщиной теплового и динамического пограничных слоёв. Полученные соотношения иногда также называют аналогией Рейнольдса, однако, их стоит рассмотреть глубже. Запишем безразмерный коэффициент трения в следующем виде:
{\displaystyle C_{f}={\frac {\tau _{w}}{{\frac {1}{2}}\rho U_{\infty }^{2}}}\sim {\frac {1}{\sqrt {\mathrm {Re} }}},}
где {\displaystyle \tau _{w}=\mu \left({\frac {\partial u}{\partial y}}\right)} — местное касательное напряжение на стенке. Сопоставляя это соотношение с соотношениями для числа Нуссельта, получаем
{\displaystyle \mathrm {Nu} ={\frac {1}{2}}C_{f}\mathrm {Re} \cdot f({\mathrm {Pr} }).}
Это выражение и есть суть аналогии Рейнольдса. 
В инженерной практике вместо числа Нуссельта часто используется число Стантона, величина которого также пропорциональна коэффициенту теплопередачи. Пользуясь теми же соотношениями, можно получить, что
{\displaystyle \mathrm {St} ={\frac {C_{f}}{2}}f(\mathrm {Pr} ).}
Таким образом, можно сделать вывод о том, что без трения нет теплообмена. Для пластины поток тепла можно выразить следующей формулой:
{\displaystyle q={\frac {C_{f}}{2}}C_{p}\rho U_{\infty }\Delta T.}

## Выводы
С ростом потока массы пропорционально возрастает величина теплового потока, однако сопротивление трения повышается пропорционально квадрату скорости, т. е. при такой интенсификации теплообмена его эффективность по отношению к гидравлическим потерям понижается.
Возрастает величина теплового потока при повышении плотности и теплоёмкости. Для реализации этого воздействия можно использовать вещества с высоким значением произведения {\displaystyle \rho C_{p}} (вода, жидкие металлы), а также повышать давление газовой среды.
Наиболее распространенным способом интенсификации теплообмена является повышение коэффициента трения или общего гидравлического сопротивления теплообменного устройства. Для этого на поверхности, на которой происходит теплообмен, выполняются неровности и выступы.